# Bunt.saar
Bunt.saar – sozial-ökologische liste (Eigenschreibweise: bunt.saar) ist eine saarländische Wählervereinigung, die für den Klimaschutz und soziale Gerechtigkeit eintritt. Sie trat zur Landtagswahl im Saarland 2022 an und erhielt 1,4 % der abgegebenen Stimmen.  

## Geschichte
Bunt.saar gründete sich am 27. September 2021 als Verein. Die Gründung war eine Reaktion auf die mit allen politischen und juristischen Mitteln ausgetragenen innerparteilichen Kämpfe der Parteien Bündnis 90/Die Grünen Saarland und Die Linke Saarland. Der Höhepunkt der Auseinandersetzungen wurde im Herbst 2021 vor der Bundestagswahl erreicht, als die Anhänger des früheren langjährigen Landesvorsitzenden Hubert Ulrich über Beschwerde beim Bundeswahlausschuss erreichten, dass die saarländische Landesliste der Grünen nicht zur Bundestagswahl zugelassen wurde. Die Landeslistenaufstellung der Linken wurde überschattet durch schwere Vorwürfe des Vorsitzenden der Landtagsfraktion Oskar Lafontaine gegen den Landesvorsitzenden Thomas Lutze. Lafontaine forderte dazu auf, seine Partei nicht zu wählen, und kündigte an, nach der Landtagswahl im Saarland 2022 seine politische Karriere zu beenden.
Anfang September 2021 beschlossen 22 Personen, vor allem enttäuschte Wähler der beiden Parteien, die Wählervereinigung bunt.saar als Alternative zu gründen. Einer der Initiatoren war Henry Selzer, ehemals Bundesvorstandsmitglied und Geschäftsführer der Grünen. An der Gründung wirkten unter anderem Mitglieder des Klimaschutzbündnisses Saar, des Bunds für Umwelt und Naturschutz Deutschland, des Verkehrsclubs Deutschland, der Allianz pro Schiene, des Bundesverbandes Windenergie, des Netzwerks Entwicklungspolitik Saarland sowie der Gewerkschaft Erziehung und Wissenschaft mit. Dem Vorstand gehören Henry Selzer, Undine Löhfelm, Heike Hanson, Frank Lichtlein, Siegrid König, Anna Hassdenteufel und Ulrike Dausend an. 
Am 10. November trat Armin König, der langjährige Bürgermeister der saarländischen Gemeinde Illingen, bunt.saar bei. Dieser erklärte nach 47 Jahren seinen Austritt aus der CDU, den er in einem achtseitigen Schreiben an seinen Gemeindeverband mit massiver Kritik an Politik und aktuellem Erscheinungsbild der CDU begründete. Bis zur Landtagswahl gelang es der Wählervereinigung, schätzungsweise 100 Mitglieder zu gewinnen.
Bei einer Wahlumfrage, dem SaarlandTrend von Infratest dimap vom 17. März 2022, wurde bunt.saar 3 % Zustimmung prognostiziert, die Gruppierung wurde in den übrigen Wahlumfragen aber nicht gelistet. Bei der Landtagswahl am 27. März 2022 erhielt bunt.saar 1,4 % der Stimmen und erreichte somit kein Mandat.
Im März 2023 wurde  Frank Lichtlein zum neuen Vorsitzenden und Sarah Maurer zu dessen Stellvertreterin gewählt.

## Listen
Die Listenaufstellung fand am 12. Dezember 2022 statt. Gewählt werden konnten nur die bunt.saar Mitglieder. Diese dürfen keiner anderen Partei angehören.
Als Spitzenkandidaten wurden für die Landesliste der Verkehrsexperte Werner Ried, die Verlegerin Undine Löhfelm für den Wahlkreis Saarbrücken, Armin König für den Wahlkreis Neunkirchen und die Steuerfachangestellte Heike Hanson für den Wahlkreis Saarlouis gewählt.

## Positionen
Das Bündnis versteht sich als sozial-ökologische Alternative. Die Wählervereinigung will für Klimaschutz und soziale Gerechtigkeit antreten. Hauptthema ist Nachhaltigkeit, dabei bezieht man sich auf die 17 UN-Ziele für nachhaltige Entwicklung der Menschheit. Insbesondere ist das Thema Grubenflutungen im Saarland durch die RAG ein wichtiges Thema für das Wählerbündnis. Bunt.saar unterstützt den von Armin König geforderten Volksentscheid gegen die geplanten Grubenflutungen. Ein weiteres Thema ist die geplante Ansiedlung der Batteriefabrik des chinesischen Unternehmens Svolt im Saarland. Bunt.saar lehnt den geplanten Standort, das Linslerfeld am Rande des Wasserschutzgebietes Überherrn, ab.
Im Februar 2022 veröffentlichte die Wählervereinigung ihr Wahlprogramm.

## Organisation und Struktur
Bunt.saar ist in der juristischen Form ein Verein. Er finanziert sich durch Mitgliedsbeiträge und Spenden.